# Margaret Wintringham
Margaret Wintringham, född 1879, död 1955, var en brittisk politiker (Liberal Party). 
Hon var ledamot i Brittiska underhuset 1921-1924. Hon var den tredje kvinnan som valdes till det brittiska parlamentet, och den andra som tog plats där. 